# 머니마니쇼
《머니마니쇼》는 장원일의 진행으로 KNN 파워FM에서 방송되었던 라디오 재무 프로그램이다.